# Gobierno Stauning II
El segundo gobierno de Stauning fue el gobierno de Dinamarca del 30 de abril de 1929 al 4 de noviembre de 1935. Reemplazó al Gobierno Madsen-Mygdal y fue reemplazado por el tercer gobierno de Stauning. Este fue el primer gobierno de coalición en la historia de Dinamarca, formado por los socialdemócratas y el Partido Social Liberal.

## Lista de ministros
El gabinete estuvo formado por estos ministros, y algunos continuaron en el tercer gobierno de Stauning:
| Ministerio                         | Ministro               | Partido | Partido          | Inicio                  | Término                 |
| ---------------------------------- | ---------------------- | ------- | ---------------- | ----------------------- | ----------------------- |
| Primer Ministro                    | Thorvald Stauning      |         | Socialdemócratas | 30 de abril de 1929     | 4 de noviembre de 1935  |
| Ministro de Relaciones Exteriores  | Peter Rochegune Munch  |         | Social Liberal   | 30 de abril de 1929     | 4 de noviembre de 1935  |
| Ministro de Hacienda               | Carl Valdemar Bramsnæs |         | Socialdemócratas | 30 de abril de 1929     | 31 de mayo de 1933      |
| Ministro de Hacienda               | Hans Peter Hansen      |         | Socialdemócratas | 31 de mayo de 1933      | 4 de noviembre de 1935  |
| Ministro de Defensa                | Laust Rasmussen        |         | Socialdemócratas | 30 de abril de 1929     | 24 de noviembre de 1932 |
| Ministro de Defensa                | Hans Peter Hansen      |         | Socialdemócratas | 24 de noviembre de 1932 | 31 de mayo de 1933      |
| Ministro de Defensa                | Thorvald Stauning      |         | Socialdemócratas | 31 de mayo de 1933      | 4 de noviembre de 1935  |
| Ministro de Asuntos Religiosos     | Peter Dahl             |         | Socialdemócratas | 30 de abril de 1929     | 4 de noviembre de 1935  |
| Ministro de Educación              | Frederik Borgbjerg     |         | Socialdemócratas | 30 de abril de 1929     | 4 de noviembre de 1935  |
| Ministro de Justicia               | Carl Theodor Zahle     |         | Social Liberal   | 30 de abril de 1929     | 4 de noviembre de 1935  |
| Ministro del Interior              | Bertel Dahlgaard       |         | Social Liberal   | 30 de abril de 1929     | 4 de noviembre de 1935  |
| Ministro de Obras Públicas         | Johannes Friis-Skotte  |         | Socialdemócratas | 30 de abril de 1929     | 4 de noviembre de 1935  |
| Ministro de Agricultura            | Kristen Bording        |         | Socialdemócratas | 30 de abril de 1929     | 4 de noviembre de 1935  |
| Ministro de Industria y Navegación | Christen Nielsen Hauge |         | Socialdemócratas | 30 de abril de 1929     | 4 de noviembre de 1935  |
| Ministro de Navegación y Pesca     | Thorvald Stauning      |         | Socialdemócratas | 30 de abril de 1929     | 31 de mayo de 1933      |
| Ministro de Navegación y Pesca     | C. N. Hauge (interino) |         | Socialdemócratas | 31 de mayo de 1933      | 4 de noviembre de 1935  |
| Ministro de Asuntos Sociales       | Karl Kristian Steincke |         | Socialdemócratas | 30 de abril de 1929     | 4 de noviembre de 1935  |